# 369 до н. е.

## Події
- засноване фіванським воєначальником Епамінондом після битви при Левктрах місто Мессіни

## Померли
- Теетет Афінський — давньогрецький метематик;